# じほう
株式会社じほうは、医薬品や医療関連の書籍・雑誌等の発行を行う企業。1922年に創業、旧称は薬業時報社。医薬品情報誌の日刊薬業は1958年創刊、2009年よりインターネット・ファクシミリでの発行となった。

## 主な刊行物
薬価基準・保健薬事典・診療ガイドラインなど医薬品や医療に関する書籍、日本医薬品集等のCD-ROMやダウンロード販売など。

### 定期刊行物
- 日刊薬業（医薬品総合情報、Web・FAXでの発行）
- 月刊薬事（薬剤師向け総合情報誌）
- 調剤と情報（月刊、薬剤師向け調剤実務情報誌）
- Phama Next（月刊、薬剤師向けキャリアアップ情報誌）
- PHARM TECH JAPAN（月刊、製剤情報誌）
- Yakugyo Jiho（月2回発行、医薬産業情報誌）
- HANDS ON（季刊、看護師研修情報誌）

## 沿革
詳細については、沿革｜株式会社 じほうを参照。
- 1922年6月 - 東京市神田区鎌倉町にて薬業時報社創立、「薬業時報」（月3回発行）を創刊。
- 1923年9月 - 関東大震災により本社全焼、本社を東京市芝区神明町に移転。
- 1936年2月 - 株式会社薬業時報社設立。
  - 7月 - 株式会社日刊薬業時報社設立、薬業時報を日刊化の上、日刊薬業時報に改題。
- 1943年2月 - 新聞統制令により日刊薬業時報休刊、株式会社日刊薬業時報社解散。
- 1946年12月 - 東京都千代田区神田司町（本社）にて薬業時報社再建。薬業時報（週1回発行）を復刊。
- 1948年3月 - 東京都千代田区神田猿楽町に本社移転。
  - 10月 - 薬業時報を週2回発行に変更。
- 1951年6月 - 組織を株式会社に変更。株式会社薬業時報社設立。
- 1958年10月 - 日刊薬業（週5回発行）創刊。
- 1959年2月 - 東京都千代田区西神田に本社移転。
  - 11月 - 月刊薬事創刊。
- 1963年10月 - 英文日刊紙「ファーマシューティカル・デイリーニューズ」（週5回発行）創刊。
- 1965年11月 - 「保険薬事典」発行。
- 1967年2月 - 東京都千代田区神田神保町に本社移転。
- 1968年4月 - 「薬事ハンドブック」発行。
- 1974年3月 - 「日本医薬品集　医療薬」発行。
- 1975年7月 - ファーマシューティカル・デイリーニューズを週2回発行に変更の上、ファルマに改題。
- 1978年1月 - 「日本医薬品集一般薬」発行。
- 1979年4月 - 月刊誌「医療と臨床検査」を創刊。
- 1981年6月 - 「医療と臨床検査」を、月2回発行に変更。
- 1984年7月 - 「ファルマ」を「ファルマ・ジャパン」に改題し、週1回発行に変更。
- 1985年1月 - 月刊誌「ファームテク・ジャパン」創刊。
- 1986年4月 - メディファクス（日刊、FAX情報誌）創刊。
- 1988年1月 - 雑誌「中毒研究」（年4回発行）創刊。
- 1990年1月 - 「医療と臨床検査」を「ザ・メディカルアンドテストジャーナル」に改題し、週1回発行に変更。
- 1992年4月 - 「薬業時報」を「ファーマウィーク」に改題し、週1回発行に変更。「メディ・アペックス」（月2回発行）を創刊。ジー・サーチへ記事情報の提供を開始。
- 1993年2月 - 「医療用日本医薬品集CD-ROM検索システム」発刊。
- 1994年4月 - 週刊誌「ラージュ」創刊。
- 1995年4月 - 月刊誌「調剤と情報」創刊。
  - 11月 - 日経テレコンへ記事情報の提供開始。
- 1996年1月 - インターネットホームページ開設。就職情報誌「ぴーぱ」（年1回発行）創刊。
- 1997年4月 - 「ドラッグ・ストア・トゥデイ」（週3回発行）創刊。
  - 6月 - ソネットへ「薬の事典・ピルブック」データの提供開始。
  - 9月 - ニューズウォッチへ記事情報の提供開始。
  - 10月 - 企業イントラ向け、記事衛星通信サービス「日刊薬業PLUS」「日刊薬業QUICK」開始。
  - 12月 - ロイターへ記事情報の提供開始。
- 1998年10月 - 東京都千代田区一ツ橋に本社移転。
- 1999年5月 - 「J-SET」（通信衛星による医薬品情報等、随時更新サービス）実験開始。
- 2000年1月 - 株式会社じほうに社名変更。
  - 4月 - 「ジャパン・メディシン」創刊。これに伴い「メディアペックス」「ラージュ」を統合。
- 2004年1月 - 月刊誌「ファーマネクスト」創刊。これに伴い「ファーマウィーク」「ドラッグ・ストア・トゥデイ」を統合。
  - 7月 - 月刊誌「性差と医療」創刊。
- 2005年3月 - 個人情報保護方針制定。
  - 4月  - 季刊誌「アテンディング・アイ」創刊。
- 2006年6月 - 季刊誌「ハンズオン」創刊。
- 2007年1月 - 医療関連情報のFAX速報紙「メディファクス」の電子版「MEDIFAX　WEB」サービス開始。
- 2008年1月 - 「治療薬ハンドブック」発行。
  - 7月 - 「中毒研究」の発行をへるす出版へ移管。
- 2009年1月 - 「ハイリスク治療薬」発行。
  - 4月 - 「日刊薬業Web」を随時更新版にリニューアル。「日刊薬業」のファックス版、「日刊薬業FAX版」を開始。
  - 9月 - 医薬産業ビジネスマガジン「Yakugyo Jiho（薬業時報）」創刊。
- 2010年1月 - 学会・学術情報紙「Japan Medicine MONTHLY」創刊。
- 2011年6月 - 月刊誌「COSME TECH JAPAN」創刊。
  - 10月 - 「MEDIFAX WEB」を随時更新版にリニューアル。「ジャパンメデイシン」を電子版にリニューアルし、「MEDIFAX digest」に改題。
- 2012年1月 - 「ファルマ・ジャパン」の電子版「PHARMA JAPAN WEB」提供開始。
  - 5月 - 東京都千代田区猿楽町に本社移転。
- 2013年10月 - 「PHARMACY NEWSBREAK」提供開始。

## 関連会社
- 株式会社医薬情報研究所 - 電子、出版事業などを展開。東京証券取引所に上場している保育サービス大手、JPホールディングス第3位の株主（保有株数3.6％）でもあり、 2017年6月の同社の定時株主総会の際には「取締役の任期を現行の2年間から1年間に短縮する」という提案、および社外監査役選任の提案を提出。JPホールディングス創業者で筆頭株主の山口洋らと議決権を行使し、同社のお家騒動でその動向や思惑が注目された[1]。
- ソシム株式会社